# Béthancourt-en-Valois
Béthancourt-en-Valois és un municipi francès, situat al departament de l'Oise i a la regió dels Alts de França. L'any 2007 tenia 251 habitants.

## Demografia

### Població
El 2007 la població de fet de Béthancourt-en-Valois era de 251 persones. Hi havia 100 famílies de les quals 24 eren unipersonals (8 homes vivint sols i 16 dones vivint soles), 40 parelles sense fills i 36 parelles amb fills.
La població ha evolucionat segons el següent gràfic:
Habitants censats

### Habitatges
El 2007 hi havia 105 habitatges, 98 eren l'habitatge principal de la família, 1 era una segona residència i 5 estaven desocupats. Tots els 104 habitatges eren cases. Dels 98 habitatges principals, 80 estaven ocupats pels seus propietaris, 17 estaven llogats i ocupats pels llogaters i 1 estava cedit a títol gratuït; 4 tenien dues cambres, 12 en tenien tres, 20 en tenien quatre i 62 en tenien cinc o més. 77 habitatges disposaven pel capbaix d'una plaça de pàrquing. A 35 habitatges hi havia un automòbil i a 57 n'hi havia dos o més.

### Piràmide de població
La piràmide de població per edats i sexe el 2009 era:
| Homes | Edats   | Dones |
| ----- | ------- | ----- |
| 0     | 95 o +  | 0     |
| 0     | 90 a 94 | 0     |
| 0     | 85 a 89 | 4     |
| 4     | 80 a 84 | 0     |
| 4     | 75 a 79 | 16    |
| 8     | 70 a 74 | 4     |
| 0     | 65 a 69 | 4     |
| 0     | 60 a 64 | 0     |
| 8     | 55 a 59 | 0     |
| 12    | 50 a 54 | 8     |
| 16    | 45 a 49 | 16    |
| 4     | 40 a 44 | 12    |
| 12    | 35 a 39 | 4     |
| 4     | 30 a 34 | 16    |
| 8     | 25 a 29 | 8     |
| 16    | 20 a 24 | 0     |
| 8     | 15 a 19 | 4     |
| 12    | 10 a 14 | 4     |
| 0     | 5 a 9   | 8     |
| 4     | 0 a 4   | 20    |

## Economia
El 2007 la població en edat de treballar era de 168 persones, 126 eren actives i 42 eren inactives. De les 126 persones actives 122 estaven ocupades (64 homes i 58 dones) i 4 estaven aturades (1 home i 3 dones). De les 42 persones inactives 13 estaven jubilades, 19 estaven estudiant i 10 estaven classificades com a «altres inactius».

### Ingressos
El 2009 a Béthancourt-en-Valois hi havia 96 unitats fiscals que integraven 257 persones, la mediana anual d'ingressos fiscals per persona era de 22.378 €.

### Activitats econòmiques
Dels 9 establiments que hi havia el 2007, 1 era d'una empresa de fabricació d'altres productes industrials, 1 d'una empresa de construcció, 2 d'empreses de comerç i reparació d'automòbils i 5 d'empreses de serveis.
L'únic servei als particulars que hi havia el 2009 era un electricista.
L'únic establiment comercial que hi havia el 2009 era una floristeria.

## Poblacions més properes
El següent diagrama mostra les poblacions més properes.